# Derbi Tradicional
El Derbi Tradicional (en eslovaco: Tradičné derby), también conocido como Derbi del Oeste de Eslovaquia (en eslovaco: Západoslovenské derby), es el partido de fútbol entre ŠK Slovan Bratislava contra el FC Spartak Trnava, los cuales son los equipos más exitosos de Eslovaquia y es el partido de fútbol con mayor prestigio en el país.

## Historia
El primer partido que jugaron fue un amistoso el 21 de marzo de 1926 y terminó con empate 0-0. El primer partido oficial fue el 9 de noviembre de 1947 y terminó con victoria para el Slovan por 4-1 por la Primera División de Checoslovaquia.
Durante el periodo de Checoslovaquia los partidos entre ambos equipos fueron bastante recurrentes con una leve ventaja para el Slovan que se veía reflejada en los títulos ganados, incluyendo la Recopa de Europa 1968-69 ganada por el Slovan. Con la disolución de Checoslovaquia y el nacimiento de Eslovaquia la diferencia entre ambos equipos en el historial se acrecentó para el Slovan, la cual se refleja en resultados directos y en títulos.
Desde la independencia de Eslovaquia casi siempre se han enfrentado en cada temporada con excepción de la temporada 2001/02 en la que el Spartak estaba en la segunda división, y entre el 2005 y 2007 cuando el Slovan estaba en la segunda categoría.

## Estadísticas

### Títulos
| Torneo                                       | Slovan | Trnava |
| -------------------------------------------- | ------ | ------ |
| Czechoslovak First League (1934–38, 1944–93) | 8      | 5      |
| Slovak League (1939–44)                      | 4      | 0      |
| Slovak Super Liga (1993–presente)            | 12     | 1      |
| Czechoslovak Cup (1961–93)                   | 5      | 4      |
| Slovak Cup (1969–presente)                   | 17     | 9      |
| Slovak Super Cup (1993–2016)                 | 4      | 1      |
| UEFA Cup Winners' Cup (1960–1999)            | 1      | 0      |
| Copa Mitropa (1927-1992)                     | 0      | 1      |
| Total                                        | 51     | 21     |

### Partidos
| Partidos | Slovan | Empates | Trnava | Goles   |
| -------- | ------ | ------- | ------ | ------- |
| 164      | 78     | 38      | 48     | 254:166 |

## Jugadores
Jugadores que han estado en ambos equipos:
|  |  |  | De Slovan al Trnava - 2022: Samuel Štefánik (vía tres equipos) - 2019: Filip Oršula (via Slovan Liberec) - 2019: Timotej Záhumenský (prestado del DAC Dunajská Streda) - 2018: Erik Grendel (via Górnik Zabrze) - 2013: Peter Štepanovský (prestado del Senica) - 2012: Peter Kuračka (del Slovan como juvenil) - 2011: Martin Vyskočil (via Zlín y Žilina) - 2001: Erik Ježík - 2001: Miroslav Kriss - 1999: Jozef Mužlay - 1997: Luís Fábio Gomes - 1997: Dušan Tittel (later returned to Slovan) - 1996: Jaroslav Timko (via Drnovice) - 1994: Stanislav Moravec (via Inter) - 1992: Jozef Juriga (presitado del Slovan) - 1993: Boris Kitka (prestado del Slovan) - 1993: Ondrej Krištofík - 1993: Ján Zlocha (luego regresó al Slovan) - 1992: Erik Chytil (prestado del Slovan) - 1992: Juraj Kakaš (prestado del Slovan) - Stanislav Fišan - 1987: Vladimír Bechera - 1984: Ivan Hucko - 1957: Ján Hikl - 1957: Juraj Kadlec (via Žilina) |  |  |  | Del Trnava al Slovan - 2020: Lucas Lovat - 2019: Myenty Abena - 2016: Cléber - 2012: Kamil Kopúnek (via Saturn y Bari) - 2008: Peter Černák (via cuatro equipos) - 2005: Pavol Masaryk - 2005: Rastislav Tomovčík (via cuatro equipos) - 2004: Branislav Rzeszoto (via Žilina y Zlín) - 2001: Marek Ujlaky (via Drnovice, regresó al Trnava) - 1999: Igor Bališ - 1996: Ľubomír Vnuk (via Uničov) - 1995: Marek Boskovič - 1995: František Klinovský - 1995: Miroslav König - Marián Černý - 1988: Vladimír Ekhardt - 1978: Vojtěch Varadín (via ČH Bratislava) - 1963: Jozef Adamec (via Dukla Prague, regresó al Trnava) - 1949: Michal Benedikovič - 1949: Anton Malatinský - 1942: František Masarovič |  |  |  | Entrenadores en ambos equipos - Jozef Adamec - Dušan Galis - Anton Malatinský - Karol Pecze - Dušan Radolský - Miroslav Svoboda - Valér Švec |